# Toxostoma guttatum
Toxostoma guttatum е вид птица от семейство Mimidae. Видът е критично застрашен от изчезване.

## Разпространение
Разпространен е в Мексико.